# ぱれっと (芸能事務所)
ぱれっとは、かつて日本に存在した芸能事務所。本社は東京都港区六本木にあった。インターネット関連に積極的で携帯サイト事業なども行っていた。以前は「ミューズエンタテイメント」や「ヒューマンカンパニー」と称していた事もある。なお、芸能事務所の「オフィスパレット」とは無関係である。

## 代表者
代表の吉本 暁弘（よしもと あきひろ）は元ジャニーズ事務所所属タレントである。ジャニーズ時代はジューク・ボックスというバンドに所属していた（詳細は同項目を参照）。

## 過去に所属していた芸能人
- 国分佐智子 ： 「ねぎし事務所」へ移籍。
- 国仲涼子 ： 「フリーゲートプロモーション」（現「ライジングプロダクション」）へ移籍。
- 満島ひかり ： 「ユマニテ」へ移籍。
- アンバランス ： 20年間所属後、円満退社。フリーを経て「太田プロダクション」へ移籍。
- 丸山裕一 ： フリーランスとしてYouTuberとしても活躍。
- 美木良介 ： 「サンミュージックブレーン」へ移籍。
- 清水響美（清水章吾の娘）：「アトリエ・ハルマン」へ移籍。
- 浮田久重（2代目ワンギャル） ： 「RUF」へ移籍。
- 田中沙斗子
- 小宮理英
- 諸岡ひとみ
- 中村かすみ
- 石川愛理
- 三橋伴美 ： 「A-Light」へ移籍。
- 照屋まみ
- MISSION
- 宮本真希 ： 2014年11月1日より「A-Team」へ移籍。
- 三浦涼介： ぱれっとから独立して2016年1月22日より「ローズミュージック」へ移籍
- 八反安未果(歌手)
- ナオミ・グレース
- 菅原禄弥
- 原田健二
- 野地将年
- 菅井玲:「ゼウス」へ移籍
- 島村典子
- 柴田かよこ
- 半田杏
- 荒川朋恵
- 安慶名ゆかり
- 神徳由女
- 沖直未
- 葉月
- 井上幸太郎
- 山野内真由
- 浅見翔子
- 芹沢侑子
- 廣瀬真弓
- 夏川あみ
- 広瀬奈美
- 渡辺絵美
- 山田理加
- ふじのほのか： 「81プロデュース」へ移籍。